# Рижская площадь
Ри́жская площадь — площадь в Мещанском районе Центрального административного округа и в районе Марьина Роща Северо-Восточного административного округа города Москвы. Расположена на пересечении проспекта Мира и Третьего транспортного кольца.

## История

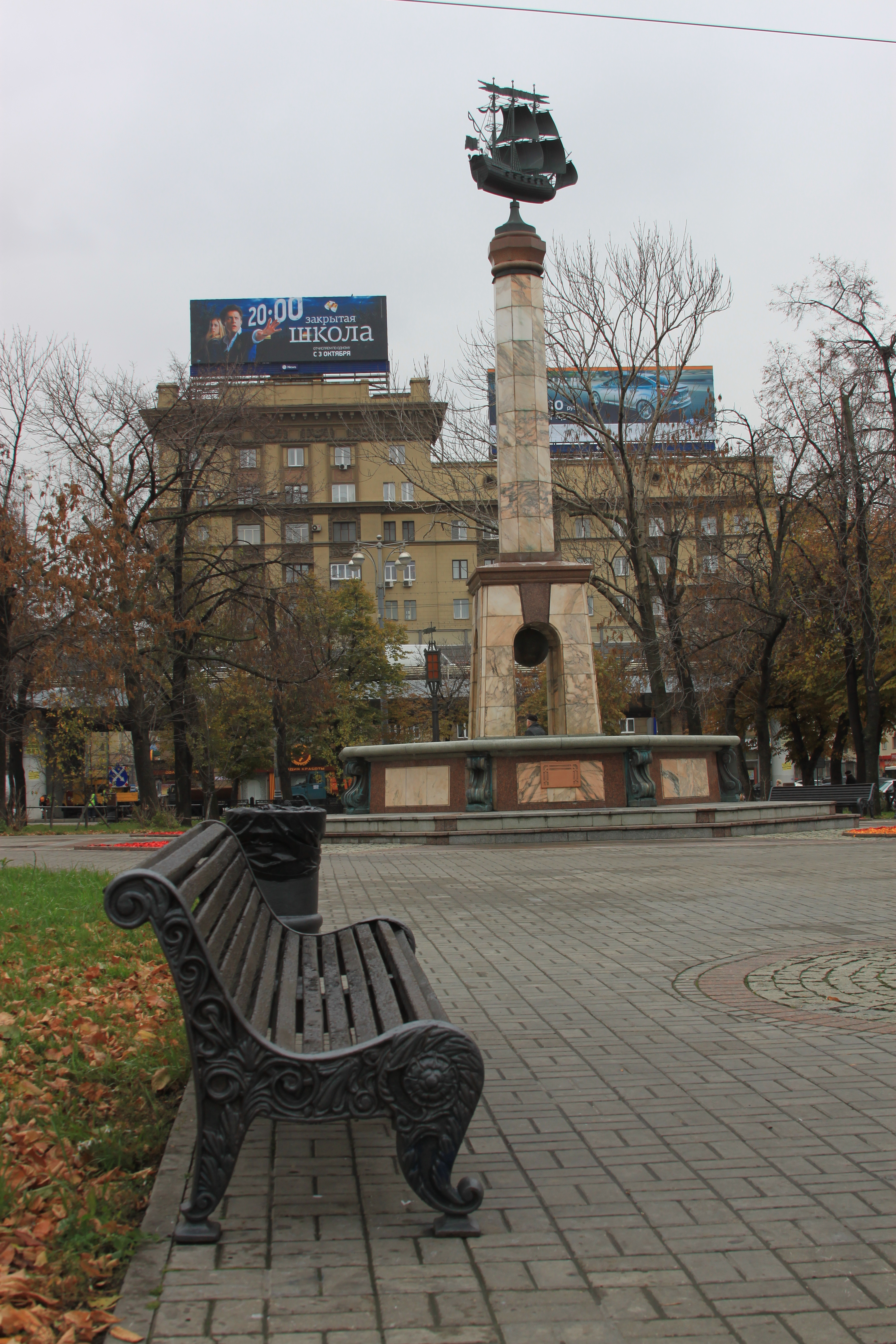
Сквер с фонтаном на Рижской площади до строительства БКЛ

Площадь возникла в середине XVIII века. Называлась Троицкая и Переяславская (по ведущей от площади дороге на Троице-Сергиеву лавру и далее — на город Переславль-Залесский). Позднее закрепилось название площадь Крестовской Заставы, обусловленное расположением площади у Крестовской заставы Камер-Коллежского вала. Это название застава (ранее Троицкая) получила по стоявшей возле неё часовне, где с 1652 года находился крест (поставлен в память встречи мощей святителя Филиппа Московского) — место поклонения богомольцев на пути в Троице-Сергиеву лавру, позже крест был водружен и на самой заставе. В 1942—1947 — Ржевская площадь. Современное название — с 1 января 1948 года по расположенному на ней Рижскому вокзалу. В центре площади находился сквер с фонтаном, который был снесён в апреле 2018 года, когда началось возведение западного вестибюля станции метро Большой кольцевой линии.

## Описание
Рижская площадь ограничена с востока проспектом Мира, по другую сторону которого находятся ротонда выхода станции метро  Рижская и Рижский рынок. На юге проходит Рижская эстакада улицы Сущёвский Вал, часть Третьего транспортного кольца, под которой площадь выходит на улицу Гиляровского. Сюда же на противоположной стороне проспекта Мира выходит 2-й Крестовский переулок (однако, прямого проезда с площади на него нет). На западе площади находится здание Рижского вокзала, за которым находятся железнодорожные подъездные пути поездов дальнего следования (Москва-Рижская). В здании вокзала также расположена администрация Музея железнодорожной техники. На севере площади отходит Николаевский тупик, идущий вдоль железнодорожных линий пригородных поездов, сюда же выходит Водопроводный переулок и отсюда начинается Крестовский мост проспекта Мира.

## Основные архитектурные объекты
на площади:
- Рижский вокзал
- Рижская эстакада
- Первый спутник (памятник)

ближайшие окрестности:
- Крестовский мост
- Ротонда станции метро  Рижская
- Рижский рынок

## Примечательные здания и сооружения
- № 1 — Рижский вокзал; Музей железнодорожной техники.
- № 1, строение 3 — Региональная просветительская общественная организация «Мосты культуры»;
- Владение 7 — автобусная станция «Рижская».

## Транспорт

### Общественный транспорт
- Станция метро  Рижская.
- Станция метро  Рижская.
- Рижский вокзал, платформа МЦД-2 Рижская.
- Автобусы: м2, м9, т42, 33, 265, 418, с510, 519, с585, 539, 604, 714, 778, 903, н9.
- Трамваи: 31 августа 2025 года планируется запустить оборотное кольцо и трамвайную линию, которые были закрыты в 1997 году. По новой линии пойдут трамваи №5 «Белорусский вокзал» -- «Рижский вокзал» и трамваи №50 Метро «Авиамоторная» -- «Рижский вокзал»

### Движение
Автомобильное движение по Рижской площади — одностороннее, по направлению к центру города: 2 полосы движения от Водопроводного проезда и 2 полосы от проспекта Мира образуют 4-полосное движение, слева появляются две дополнительные полосы. Под Рижской эстакадой направо осуществляется выезд на Сущёвский Вал на запад по направлению к Савёловской эстакаде, прямо — на улицу Гиляровского и налево — на проспект Мира по направлению к центру.